# Galium pumilum
Galium pumilum Murray non Lam. es una especie de planta herbácea de la familia de las rubiáceas. Se encuentra en Europa.

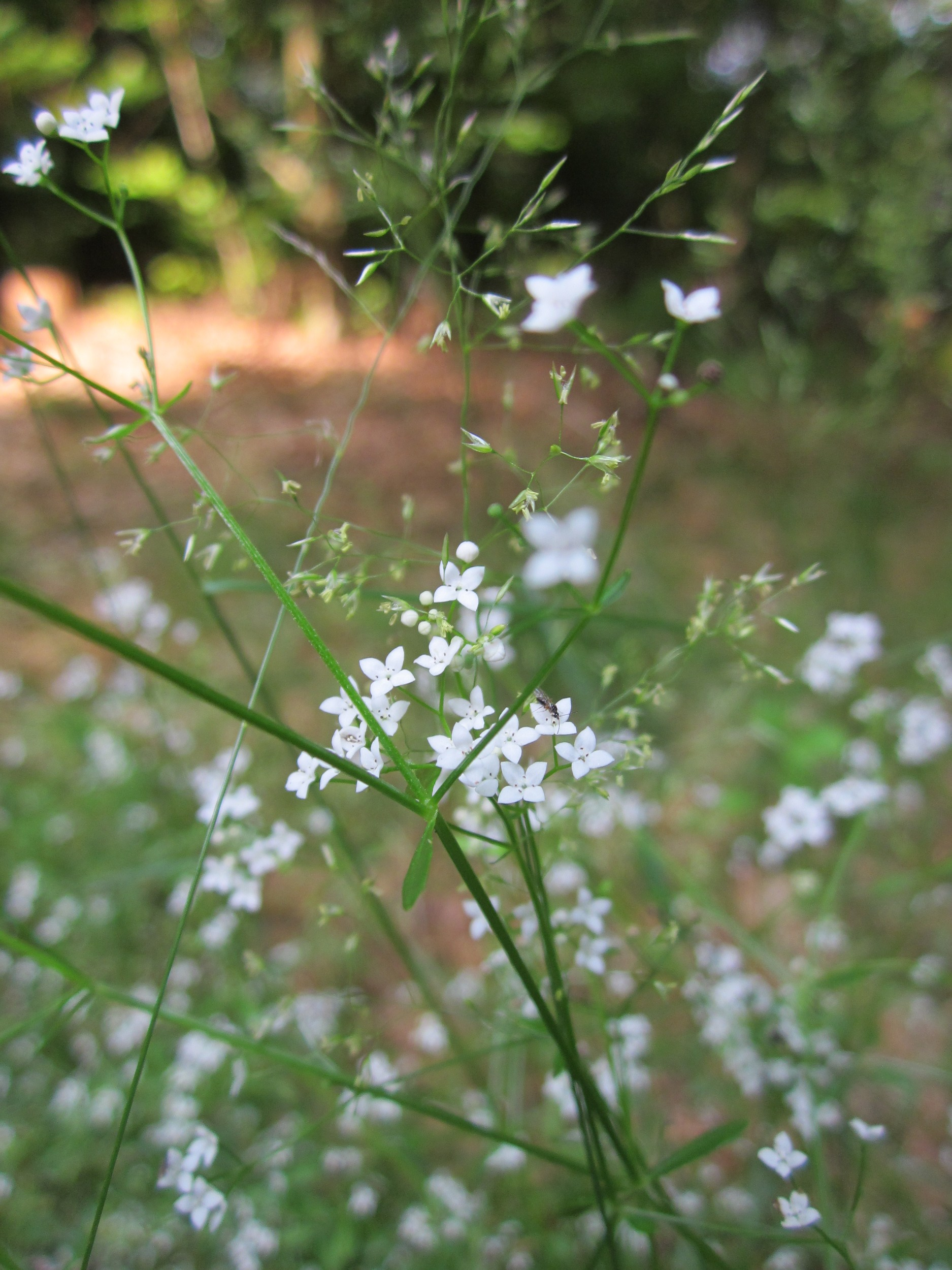
Vista de la planta en flor

## Descripción
Es una planta herbácea perennifolia, generalmente alcanza un tamaño de entre 15 y 25 cm de altura, a veces hasta a 50 cm. Los rígidos y suaves tallos crecen postrados o ascendentes. Las hojas son estrechas-lanceoladas y curvadas con frecuencia en forma de hoz. En general, son de 8 a 12 veces más largas que anchas. La inflorescencia es laxa y estrecha, con forma piramidal. Las flores de color blanco. El fruto  de 1 mm de largo, redondeado y suave. Florecen principalmente en los meses de junio a agosto.

## Distribución y hábitat
Se distribuye en Europa occidental y central, donde crecen en los bosques y pastizales. Prefiere el clima fresco, con humus y suelos arenosos. Es un indicador de la acidificación del terreno.

## Taxonomía
Galium pumilum fue descrita por Johan Andreas Murray y publicado en Prodr. Stirp. Gott., p. 44, en el año 1770.
Etimología
Galium: nombre genérico que deriva de la palabra griega gala que significa  "leche",  en alusión al hecho de que algunas especies fueron utilizadas para cuajar la leche.
pumilum: epíteto latíno que significa "enana".
Sinonimia
- Lista de sinónimos de Galium pumilum[4]